# Endulen e. V.
Der Endulen e. V. ist ein Verein mit Sitz in Aufhausen und wurde 2008 gegründet, um in Tansania nachhaltige Projekte im Gesundheitssektor zu fördern. Es werden Projekte im Bereich Bildung und Gesundheitsaufklärung mittels Aufklärungskampagnen und Fortbildungen organisiert, finanziert und gefördert sowie Bau-Projekte zur Verbesserung der medizinischen Infrastruktur durchgeführt und finanzielle Hilfe für Notoperationen und Medikamentenlieferungen geleistet. Er hat 22 Mitglieder.

## Haupttätigkeit im Überblick
Aus einem Verein, der 2008 mit dem Ziel der aktiven Unterstützung der Buschklinik in Endulen gegründet wurde, ist eine Organisation geworden, die in Tansania/Ostafrika nachhaltige Projekte im Gesundheitsbereich durchführt.
Die Aufgabenbereiche sind:
- Bauprojekte und medizinische Ausstattung
- Akut- und Notfallhilfe
- Bildungsprojekte

## Anfang
Maria Dillmann und Florian Schneider waren „Missionar auf Zeit“. Nach ihrer Rückkehr beschlossen sie die Situation der Einheimischen nachhaltig verbessern zu wollen und gründeten die Nichtregierungsorganisation „Endulen e. V. – Trage es im Herzen mit!“.
Seit der Gründung im Jahr 2008 wurden mehr als 250.000 € an Spenden gesammelt (Stand: Oktober 2016) und zahlreiche Projekte in die Tat umgesetzt.
Namensgebend für den Verein war das kleine Dorf Endulen im Norden Tansanias inmitten der „Ngorongoro Conservation Area“ (Ngorongoro-Naturschutzgebiet).
Die Bewohner des Dorfes Endulen beziehen ihr Wasser aus mehreren Brunnen, aus denen das Wasser teils über Hochbehälter verteilt wird. Der Zugang erfolgt über teilweise befestigte Pisten. Die Stromversorgung wird weitgehend über privat betriebene Dieselgeneratoren und kleine Solaranlagen gewährleistet. Von der Zivilisation und dem technischen Fortschritt völlig abgeschieden lebt dort der Nomadenstamm der Massai. Etwas außerhalb des Dorfes befindet sich das 96-Betten-Krankenhaus „Endulen Hospital“, das für die medizinische Versorgung von rund 72.000 Menschen zuständig ist.
Mittlerweile begrenzen sich die Hilfsprojekte des Endulen e. V. nicht mehr nur auf das Massai-Gebiet um Endulen, sondern es werden auch Projekte in anderen Regionen Tansanias unterstützt.

## Zielsetzung und Mission
Folgende Zielsetzungen hat der Verein zu seinem Leitsatz gemacht:
1. „Wir erkennen in der persönlichen Beziehung mit den Tansaniern und ihren Lebensumständen die wichtigsten Problemfelder.“
2. „Wir arbeiten mit den Menschen vor Ort zusammen an Planung und Durchführung konkreter Projekte im Medizin- und Gesundheitssektor.“
3. „Wir machen den Menschen hier und dort Mut, eigene Ideen zu entwickeln, sie in die Tat umzusetzen und Eigenverantwortung zu übernehmen und verstehen uns dabei als Netzwerker und Vermittler.“
4. „Wir leisten – im Rahmen unserer Möglichkeiten – Hilfe für überlebenswichtige Transport- oder Operationskosten.“
5. „Wir sind auch Lernende und nehmen dankbar an, was wir von unseren afrikanischen Freunden geschenkt bekommen.“

## Beendete Projekte
Folgende Projekte wurden umgesetzt:
| Jahr | Projekt |
| ---- | --- |
| 2020 | BMZ – Klinikpartnerschaft für 24 Monate, finanziert werden Workshops, Fortbildungen für Klinikmitarbeiter und Einrichtungen, wie z. B. eine Solaranlage |
| 2019 | St. Martin’s Hospital in Kipatimu, medizinisches Equipment                                                                                              |
| 2019 | Stipendium Facharztausbildung Gynäkologe |
| 2019 | Stipendium Medizinstudium |
| 2019 | Motorrad für die Gesundheitsstation Olpiro |
| 2018 | Laborgerät für Endulen Hospital |
| 2018 | Medizinische Ausstattung Gesundheitsstation Olpiro |
| 2018 | Stipendium Medizinstudium |
| 2017 | Solarpaneele Endulen Geburtshilfestation |
| 2017 | Krankenhauswäsche für Tansania |
| 2017 | Notfalllieferung Medikamente und Babynahrung |
| 2017 | Stromgenerator für Endulen Hospital |
| 2016 | Austausch Solarbatterien Endulen Hospital |
| 2016 | medizinische Ausstattung für Olpiro Gesundheitsstation                                                                                                  |
| 2016 | Aufklärungsbroschüren Endulen Hospital |
| 2016 | Medikamente für Endulen Hospital |
| 2016 | Seminare Geburtshelferinnen |
| 2016 | Stipendium Facharztausbildung zum Gynäkologen |
| 2015 | Spende Fachliteratur Medizin |
| 2015 | OP Ausstattung Endulen Hospital |
| 2015 | Verbesserung der Wasserversorgung Endulen Hospital |
| 2015 | 4 Solarbatterien für den Medikamentenschrank |
| 2015 | Sterilisator Endulen Hospital |
| 2014 | 6 Baby-Wärmebettchen für 3 Kliniken |
| 2013 | Sonogerät für Township Südafrika |
| 2012 | Solaranlage Wöchnerinnenstation Endulen Hospital |
| 2012 | Aufklärungsbroschüren Endulen Hospital |
| 2012 | Minilab Koffer |
| 2012 | Schnuller und Babyflaschen |
| 2011 | Ausstattung Wöchnerinnenstation |
| 2011 | Bau der Wöchnerinnenstation |
| 2010 | 2 Mikroskope für das Laborteam Endulen Hospital |
| 2010 | Rüttler fürs Labor Endulen Hospital |
| 2009 | Renovierung und Ausstattung des Kreißsaals Endulen Hospital                                                                                             |
| 2009 | Bau einer überdachten Notaufnahme Endulen Hospital |
| 2009 | Röntgengerät für Endulen Hospital |
| 2009 | Workshop mit traditionellen Geburtshelfern |
| 2008 | Errichten von 4 Wassertanks Endulen Hospital |
| 2008 | Umzäunung des Endulen Hospitals |
| 2007 | Renovierung des Labors Endulen Hospital |
| 2007 | Sanierung des Wasserturms Endulen Hospital |
| 2007 | Renovierung Wellblechdächer und Hauswände Endulen Hospital                                                                                              |
| 2007 | Renovierung OP Saal Endulen Hospital |
| 2006 | 6 neue Betten für Mutter-Kind-Station Endulen Hospital                                                                                                  |

## Finanzierung
Der Verein finanziert sich hauptsächlich durch Spenden und die meisten Spenden kommen von Privatpersonen. Weitere Einnahmequellen sind Spendenaktionen, Preisgelder sowie der Verkauf von Kalendern.

## Verwaltung
Die Struktur von Endulen e. V. ist im beigefügten Organigramm ersichtlich. Außerdem erhält der Verein Unterstützung von freien Mitarbeitern und Unterstützern. Kooperationen zu anderen im Bereich der Entwicklungshilfe tätigen Organisationen sind entstanden und über die Jahre weiter ausgebaut worden: „Action Medeor“, „Initiative Teilen im Cusanuswerk e. V.“, „twodecide e. V.“, „Arbeitskreis Eine-Welt Dachau“, deutsche Botschaft in Tansania.

## Auszeichnungen
Der Verein „Endulen e. V. – Trage es im Herzen mit!“ wurde bereits mehrfach ausgezeichnet:
- Elsevier-Auszeichnung „Innovationsoskar“ 2015[6]
- Cusanus-Preis des Cusanuswerks 2011[7]
- MLP „Auszeichnung für hervorragende soziale Leistung“[8]
- Jörg-Hogen-Studenten-Preis 2008
- Helmut-Wolf-Preis der Gesellschaft für Tropenpädiatrie und Internationale Kindergesundheit (GTP e. V.)

## Legaler Status
Im April 2008 wurde der Verein im Vereinsregister des Amtsgerichts in Regensburg unter der Vereinsnummer VR 200 299 eingetragen und beim Finanzamt Regensburg unter der Steuernummer 244/108/10235 als gemeinnützig und steuerbegünstigt anerkannt.